# Celes
Celes is een geslacht van rechtvleugeligen uit de familie veldsprinkhanen (Acrididae). De wetenschappelijke naam van dit geslacht is voor het eerst geldig gepubliceerd in 1884 door Saussure.

## Soorten
Het geslacht Celes omvat de volgende soorten:
- Celes skalozubovi Adelung, 1906
- Celes variabilis Pallas, 1771